# Prova di Katzenstein
La Prova di Katzenstein o metodo di Cardarelli e Katzenstein è un esame che era usato per saggiare la funzionalità del cuore. Il metodo è stato messo in pratica per la prima volta da Gaetano Rummo e Andrea Ferrannini, poi migliorato da Antonio Cardarelli e infine ripreso da Katzenstein (1904).
Il metodo consiste nella compressione all'inguine delle arterie femorali per valutare l'energia contrattile del miocardio. La funzionalità veniva valutata esaminando la variazione della frequenza cardiaca, la variazione della pressione arteriosa e la durata di tali variazioni. 